# Karl Dohmen
Peter Karl Wilhelm Dohmen (* 17. Juni 1874 in Köln; † 13. September 1955 in Berlin) war ein deutscher Postbeamter.

## Werdegang
Dohmen trat 1893 in den Dienst der Reichspost. Nach der Großen Staatsprüfung war er in den Reichspostbezirken Köln, Breslau, Magdeburg und Hamburg tätig. Am 1. April 1914 kam er in das Reichspostzentralamt Berlin. Dort wurde er 1924 zum Oberpostrat und 1934 zum Abteilungsdirektor ernannt. Später war er Mitglied des Aufsichtsrats der Deutschen Fernkabel-Gesellschaft. Nach Ende des Zweiten Weltkriegs war er als Leitender Magistratsdirektor für den Wiederaufbau der Deutschen Post in Berlin verantwortlich.
Er war Mitarbeiter der Zeitschrift für Fernmeldetechnik und veröffentlichte zur Geschichte des Postwesens.
Dohmen starb 1955 im Alter von 81 Jahren in einem Berliner Krankenhaus. Er wohnte zuletzt in Berlin-Steglitz und war verwitwet von Lina Sophie Anna, geborene Schreiber; die er 1905 geheiratet hatte.

## Ehrungen
- Eisernes Kreuz I. und II. Klasse
- Verdienstkreuz für Kriegshilfe
- 1933: Gauß-Weber-Denkmünze der Universität Göttingen
- 1952: Verdienstkreuz der Bundesrepublik Deutschland (Steckkreuz)
- 1954: Philipp-Reis-Plakette[2]

## Schriften
- Der Wiederaufbau der Deutschen Post in Berlin. In: Archiv für das Post- und Fernmeldewesen, 1 (1949) S. 5–19.
- Zum 100. Jahrestag der Gründung der Oberpostdirektion Berlin. Berlin-Charlottenburg: Hauptverwaltung der Abteilung Post- und Fernmeldewesen, 1950